# ألان ويليام جيمس كوزينز
ألان ويليام جيمس كوزينز (بالإنجليزية: Alan William James Cousins)‏ هو عالم فلك جنوب أفريقي، ولد في 8 أغسطس 1903، وتوفي في 11 مايو 2001.